# Asociación de Hispanistas Árabes
La Asociación de Hispanistas Árabes (en árabe: رابطة Hispanistas العربية) es una organización creada para los países del Mundo árabe, con el motivo de dar a conocer la cultura hispánica, la lengua española, la literatura, la historia y las traducciones. El 24 de junio de 2011, en San Millán de la Cogolla (La Rioja, España), por iniciativa del profesor Carlos Alvar, presidente de honor de la Asociación Internacional de Hispanistas y D. Basilio Rodríguez Cañada, presidente del PEN Club España, por primera vez se celebró el Primer Congreso de Hispanistas Árabes en el que participaron destacados docentes o profesores hispanistas procedentes de diferentes países árabes como Argelia, Egipto, Marruecos y Túnez y entre otros investigadores de distintas universidades españolas. Por vinculación histórica, España y el mundo árabe, han estado relacionadas. Sobre todo los grandes aportes de la lengua árabe al castellano o español, ciertas voces son conocidas. Algunos países árabes que formaron parte del imperio español como el Sáhara Occidental, algunas regiones de Marruecos y ciudades de Argelia y Túnez, guardan también una historia en común con la hispanidad. Aunque en la cultura española, la cultura árabe ha influenciado bastante, no solamente en el lingüilismo sino también en la arquitectura y lo folclórico .